# 제12회 유럽 영화상
제12회 유럽 영화상의 시상식에 관한 내용이다.

## 수상 및 후보

### 유러피안 작품상
- 내 어머니의 모든 것 - 페드로 알모도바르 수상

### 유러피안 여우주연상
- 내 어머니의 모든 것 - 세실라 로스 수상

### 유러피안 남우주연상
- 선샤인 - 랄프 파인즈 수상

### 유러피안 각본상
- 선샤인 - 이스라엘 호로비츠 수상
- 선샤인 - 이스트반 자보 수상

### 유러피안 촬영상
- 피아니스트의 전설 - 라조스 콜타이 수상

### 유럽영화아카데미 평생공로상
- 엔니오 모리꼬네 수상

### 유럽영화아카데미 비평상
- 안녕 나의 집 - 오타르 이오셀리아니 수상

### 유럽영화아카데미 신인상
- 전쟁 지역 - 팀 로스 수상

### 유럽영화아카데미 다큐멘터리상
- 부에나 비스타 소셜 클럽 - 빔 벤더스 수상

### 유럽영화아카데미 비유럽 영화상
- 스트레이트 스토리 - 데이빗 린치 수상

### 베스트 유러피안 감독상
- 내 어머니의 모든 것 - 페드로 알모도바르 수상

### 베스트 유러피안 남우주연상
- 엔트랩먼트 - 숀 코네리 수상

### 베스트 유러피안 여우주연상
- 엔트랩먼트 - 캐서린 제타-존스 수상

### 유러피안 월드 시네마상
- 안토니오 반데라스 수상
- 로만 폴란스키 수상

### 유럽영화아카데미 단편영화-UI
- Benvenuto A San Salvario - 엔리코 베라 수상